# Bitva o Óšú
Bitva o Óšú (japonsky 奥州合戦, Óšú-kassen) byla velká bitva mezi šógunátem Kamakura a mocným rodem Severních Fudžiwarů, která proběhla v oblasti Tóhoku na severu ostrova Honšú v Japonsku od 1. září do 14. října 1189. Vítězství Kamakurského šógunátu mělo za následek zkázu rodu Severních Fudžiwarů. Zabráním provincií Mucu a Dewa ovládaných Severními Fudžiwary dokončil Joritomo Minamoto, budoucí šógun, ovládnutí celého Japonska Kamakurským šógunátem. Byla to poslední bitva občanské války známé jako genpeiská válka, která začala v roce 1180 a jejíž konec znamenal založení první vojenské vlády v Japonsku, šógunátu Kamakura.

## Pozadí
Rod Severních Fudžiwarů, zvaný též Fudžiwarové z Óšú, vládl v provinciích Mucu a Dewa již nejméně od roku 1090, kdy se Kijohira Fudžiwara rozhodl usadit na hoře Kanzan v provincii Mucu (dnes součást města Hiraizumi v prefektuře Iwate). Období vlády jeho následovníků Motohiry Fudžiwary (1105–1157) a Hidehiry Fudžiwary (1122–1187) bylo vrcholem moci Severních Fudžiwarů v oblasti Tóhoku. Zavedli zde kjótskou kulturu a vybudovali nebo rozšířili řadu chrámů, jako jsou Čúsondži, Mócúdži, Kandžizaióin či Murjókóin.
Za genpeiské války (1180–1185), kdy mezi sebou bojovaly rody Minamoto a Taira, zůstali Severní Fudžiwarové neutrální až do jejího konce v roce 1185.
Příčinou bitvy o Óšú byl konflikt ohledně vydání Jošicuneho Minamota, který prchl před svým bratrem Joritomem do města Hirazumi pod ochranu hlavy Severních Fudžiwarů Hidehiry Fudžiwary. Ten sice během genpeiské války zastával neutrální postoj, ale když se Jošicune uchýlil do jeho sídelního města, rozhodl se mu poskytnout ochranu. Tím se narušily vztahy mezi Severními Fudžiwary a Joritomem Minamotem, což posléze vedlo ke střetu obou rodů.
Hidehira Fudžiwara však koncem listopadu 1187 zemřel a jeho místo v čele Severních Fudžiwarů zaujal jeho syn Jasuhira (1155–1189). Jasuhira nedokázal vzdorovat tlaku Joritoma Minamota a nechal Jošicuneho během bitvy na řece Koromo 15. června 1189 zavraždit. Jošicuneho uříznutou hlavu pak nechal dopravit do Joritomova sídla v Kamakuře, kam dorazila 7. července. Dne 22. července dorazil do Kamakury příkaz císaře Go-Širakawy, jenž nařizoval zastavení veškerých bojů. Joritomo Minamoto se však již připravoval k odvetnému útoku na Hiraizumi.

## Volání do zbraně
Joritomo Minamoto požádal 8. srpna císařský dvůr v Kjótu, aby nařídil trestnou výpravu proti Jasuhirovi Fudžiwarovi. Následujícího dne došlo na základě této žádosti v oblasti Óšú ke vzpouře, jejímž výsledkem byla smrt Tadahiry Fudžiwary (1167–1189), který jako starší syn Hidehiry Fudžiwary trval na ochraně Jošicuneho Minamota. 
Než však stačil císařský dvůr jakkoli rozhodnout, došel Joritomo Minamoto sám k rozhodnutí, že se vydá na vlastní trestnou výpravu. Podle japonské kroniky Azuma Kagami povolal do zbraně na 284 000 jízdních bojovníků z více než 60 provincií včetně jižního Kjúšú. Jasuhira Fudžiwara mezitím shromáždil 170 000 jízdních vojáků.
Celý den 30. srpna strávil Joritomo Minamoto se svým generálem Kagejošim Óbou a dalšími veliteli plánováním útoku na Óšú. Joritomo rozdělil svoje vojsko na tři armádní skupiny nazvané podle důležitých cest vedoucích do Eda (dnes Tokio): Tókaidó, Óte a Hokurikudó. Armáda Hokurikudó vyrazila hned příštího dne z Kamakury. Dalšího dne, tedy 1. září, opustil Kamakuru Joritomo Minamoto se základní armádou Óte a vydal se směrem na sever. Cestou se k nim připojil Nagamoči Džó z provincie Ečigo.

## Porážka Severních Fudžiwarů
Armáda Óte, jíž velel sám Joritomo Minamoto, postupovala na sever a 7. září dorazila do stanice Kotahaši v provincii Šimocuke, kde Joritomo obětoval ve svatyni Uconomija bohům. K jeho armádě se připojil Hidejoši Satake z provincie Mucu. Následujícího dne vojsko opustilo Kotahaši a 10. září dorazilo do stanice Nitobe, kde se k němu připojilo přes 200 poddaných Nagamočiho Džóa.
Dne 11. září se Joritomo Minamoto se svou armádou probil poblíž dnešního města Širakawa takzvanou Širakawskou bariérou – pohraničním opevněním na silnici Óšú kaidó, jež spojovala provincii Mucu s Edem – a 18. září dorazil do stanice Kunimi. Příštího dne zaútočila jeho armáda na vojsko Severních Fudžiwarů na hoře Acukuši. Po bojích u Išinazaky a Nenašifudži porazil Joritomo Minamoto 21. září vojsko Severních Fudžiwarů a pokračoval dál na sever, takže si následujícího dne mohl ve Funabasamě prohléhnout hlavu padlého Kunihiry Fudžiwary.
Do 23. září obsadila Joritomova armáda hrad Taga v provincii Mucu  a spojila se s armádou Tókaidó. Jasuhira Fudžiwara tak byl donucen opustit svoji hlavní vojenskou základnu v dnešním Sendai. Příštího dne porazila armáda Hokurikudó nepřátelské síly v provincii Dewa a den nato porazil Joritomův spojenec Tomomasa Ojama Severní Fudžiwary v Monomigaoce a otevřel mu tak postup na hrad Takahaba v prefektuře Mijagi, který Joritomo Minamoto 1. října dobyl. Jeho armáda pak zamířila k fudžiwarskému sídelnímu městu Hiraizumi. To přinutilo Jasuhiru Fudžiwaru, aby 2. října prchl z hlavního města. Při svém útěku použil taktiku spálené země a zanechal za sebou Hiraizumi v plamenech.
Následujícího dne vstoupila Minamotova armáda do vypáleného města, zdecimovala zbývající obránce a dobyla hrad Hiraizumi. Dne 6. října se Motonari Fudžiwara se svými syny vzdal v paláci na řece Koromo. Příštího dne obdržel Joritomo Minamoto dopis od Jasuhiry Fudžiwary, v němž jeho pisatel naznačoval kapitulaci. Dne 13. října začala Minamotova armáda po Jasuhirovi pátrat, načež byl již  dalšího dne zajat severně od Hiraizumi a sťat Džiróem Kawadou ve městě Hinai, dnešním Ódate v prefektuře Akita.
Výsledkem bitvy o Óšú bylo vítězství Joritoma Minamota a jeho vojska a porážka rodu Severních Fudžiwarů. Tím skončila občanská válka, která započala roku 1180. Obsazením provincií Mucu a Dewa byla současně dokončena nadvláda Joritoma Minamota nad celým Japonskem prostřednictvím nově založeného šógunátu Kamakura.

## Dozvuky
Po popravě Jasuhiry Fudžiwary dorazila Joritomova armáda 15. října 1189 do Džingaoky v prefektuře Iwate, kde se spojila s armádou Hokurikudó. Dva dny poté přivezl Džiró Kawada Joritomu Minamotovi hlavu Jasuhiry Fudžiwary. Přidržuje se tradice vzniklé za devítileté války mezi císařským dvorem a rodem Abe v provincii Mucu v letech 1051–1062, Joritomo Minamoto přibil Jasuhirovu hlavu hřeby a nechal ji pro výstrahu vystavit na veřejnosti.
Čtyři dny poté, 19. října, vyslal Joritomo Minamoto do Kjóta kurýra s oznámením svého vítězství. Císařský dvůr, který během Joritomova tažení zachovával mlčení, nyní jeho akci se zpětnou platností schválil. Soudní příkaz k trestné výpravě, který byl Joritomu Minamotovi odeslán 20. října, byl datován 1. září 1189.
Dne 22. října opustil Joritomo Minamoto Džingaoku. Po krátké zastávce u bariéry Kurijagawa zamířil o osm dní později do Hiraizumi. Poté jmenoval Kijošigeho Kasaie správcem provincie Mucu, opustil se svým vojskem oblast Óšú a 8. listopadu 1189 se vrátil Kamakury.